# Eric Bloom
Eric Bloom (* 1. prosince 1944, New York City, New York, Spojené státy) je americký zpěvák, skladatel a hudebník, nejvíce známý jako frontman skupiny Blue Oyster Cult. Hodně z jeho písní se vztahuje k jeho zájmu o sci-fi.